# Silbersee (Lahn)
Der Silbersee ist ein Heideweiher im Lahner Nordholz der Gemeinde Lahn (Hümmling) im Landkreis Emsland, Niedersachsen.

## Beschreibung
Das allseits von Kiefernforsten umgebene Gewässer ist nahezu kreisrund und hat einen Durchmesser von etwa 120 m. Sein Wasserspiegel liegt bei 35 m über NN und verändert sich während des Jahres kaum. Das Wasser war ursprünglich sehr nährstoffarm. Obwohl der Weiher durch den ihn umgebenden Wald relativ gut vor Nährstoffeinträgen geschützt ist, weist er mittlerweile deutliche Anzeichen einer beginnenden Eutrophierung auf. Darauf deutet u. a. das Vorkommen der Wasserschwertlilie (Iris pseudacorus) hin, die eher an nährstoffreiche Gewässer gebunden ist. Der nahezu vegetationslose Silbersee wird von einem Kranz aus Flatterbinsen (Juncus effus) umgeben; weiter zum Ufer hin folgen Bestände des Pfeifengrases (Molinia caerulea). Erstgenannte Art deutet ebenfalls auf höheren Nährstoffgehalt hin. 
In der Nordwestecke hat sich ein torfmoosreicher Birkenbruchwald (Betuletum pubescentis) entwickelt. In ihm konnten sich bis heute Reste der ursprünglichen Vegetation mit Schmalblättrigem (Eriophorum angustifolium) und Scheidigem Wollgras (Eriophorum vaginatum) halten. An einer stark begangenen Uferstelle findet sich die nicht allzu häufige Sparrige Binse (Juncus squarrosus).
Im See vorkommende Tiere sind u. a. Teichfrösche (Rana lessonae) und Libellen.